# Roger Ramjet
Roger Ramjet est une série télévisée d'animation américaine en 156 épisodes de 5 minutes diffusée pour la première fois en 1965 en syndication. Elle a été diffusée à partir de 1993 en version française, sur France 3.

## Synopsis
Roger Ramjet est un pilote américain qui, animé par son esprit patriotique et avec l'aide de ses pilules aux protons qui lui donnent des pouvoirs atomiques, sauve les États-Unis de leurs ennemis.

## Voix françaises
- Michel Vigné : Roger Ramjet
- Mark Lesser : Doodle
- Sophie Arthuys
- Michel Modo
- Jean-Loup Horwitz
- Colette Venhard